# 伊蘭斯基
伊蘭斯基（Ила́нский）是俄羅斯克拉斯諾亞爾斯克邊疆區東部的一個城市，位於西伯利亞鐵路沿線上。距區府克拉斯諾亞爾斯克279公里。2002年人口17,073人。
1645年建立。1939年設市。
56°14′N 96°04′E / 56.233°N 96.067°E